# Црква Светих архангела Михаила и Гаврила у Алексинцу
Црква Светих архангела Михаила и Гаврила у Алексинцу, насељеном месту на територији општине Алексинац, припада Епархији нишкој Српске православне цркве.
Цркву посвећену Светим архангелима Михаилу и Гаврилу подигао је српски прота и историчар Стеван Димитријевић на гробљу у Алексинцу. У порталу изнад улазних врата цркве је записано: Божијом вољом и помоћју за душе и спомен своје кћери Десанке и родитеља Мијалка и Дене, а за општу молитвену потребу и хришћанску утеху у кругу жалости и туге за нашим ближњима и милима, који на гробљу алексиначком вечити сан бораве. Подиже и украси овај храм светих Архистратига Михаила и Гаврила прота Стеван М. Димитријевић са супругом својом Јеленом. Осветио га је на службу Богу Преосвећени епископ нишки Доситеј 21. новембра 1921. године.